# Mijaíl Prójorov
Mijaíl Dmítrievitch Prójorov (en ruso Михаил Дмитриевич Прóхоров; Moscú, RSFS de Rusia, 3 de mayo de 1965) es un multimillonario y político ruso, de origen judío.

## Biografía
Prójorov nació en Moscú en la antigua Unión Soviética, hijo de Dmitri y Tamara Prójorov. Tiene una hermana llamada Irina. Su abuela materna, Anna Belkina, fue una microbióloga durante la Segunda Guerra Mundial. Es de origen judío por línea materna.
Fue fundador del partido Grazhdanskaya Platforma («Plataforma Cívica»), y anteriormente fue jefe del partido Právoye delo, entre junio y septiembre de 2011. Fue uno de los candidatos a las elecciones presidenciales de Rusia de 2012, en las cuales obtuvo 5,7 millones de votos (7.98%), quedando en la tercera posición, y fue el 2.° en Moscú y San Petersburgo.
Ocupa el séptimo lugar en la lista de los rusos más ricos y el 58.º en el ranking global. Fue hasta el verano de 2019 el principal propietario de los Brooklyn Nets, ya que en agosto vendió el 51% del accionariado del club a Joseph Tsai por 2350 millones de dólares.